# Schitul Locurele
Schitul Locurele, metoh al mănăstirii Lainici, reprezintă, prin amplasare și spirit al celor ce-l locuiesc, un model de viață monastică.

## Amplasare
Din punct de vedere administrativ, schitul se află pe raza orașului  Bumbești-Jiu din județul Gorj, fiind situat la circa 5 km de Mănăstirea Lainici, accesul făcându-se pe un drum forestier greu accesibil pentru autoturisme.

## Istoric

Schitul Locurele în 1975
Tabloul votiv